# 歴史探偵・月村弘平の事件簿シリーズ
『歴史探偵・月村弘平の事件簿シリーズ』（れきしたんていつきむらこうへいのじけんぼ）シリーズは、風野真知雄による日本の小説のシリーズ。主に時代小説を手掛けている著者には珍しく現代小説のシリーズである。

## シリーズ一覧
| # | タイトル                                             |                                                                                              |
| - | ---------------------------------------------------- | -------------------------------------------------------------------------------------------- |
| 1 | 東海道五十三次殺人事件 歴史探偵・月村弘平の事件簿    | 広重の東海道五十三次に見立てたような連続殺人事件が起きる。                                   |
| 2 | 縄文の家殺人事件 ~歴史探偵・月村弘平の事件簿         | 資産家の古代史研究家が自著の出版記念パーティ当日に殺害され、更に青森でも殺人事件が起きる。   |
| 3 | 信長・曹操殺人事件 ~歴史探偵・月村弘平の事件簿       | 織田信長は曹操の物真似だったという新説を発表した大学教授が弓矢で襲われる。                   |
| 4 | 「おくのほそ道」殺人事件 ~歴史探偵・月村弘平の事件簿 | 松尾芭蕉ゆかりの場所で身元不明の変死体が相次いで発見される。                                 |
| 5 | 坂本龍馬殺人事件 ~歴史探偵・月村弘平の事件簿         | 現代の坂本龍馬コンテストの受賞者が殺害された。本物の竜馬暗殺を模倣したようにも思われるが。。 |

## 主な登場人物
月村弘平
大学で歴史を研究していたが、教授と衝突したため大学を辞め、歴史と旅をテーマとした雑文を書いている歴史研究家。先祖は八丁堀同心であり、八丁堀に建てたマンションの最上階に住んでいる。
上田夕湖
警視庁捜査一課の新人刑事で月村の恋人。年齢は月村より1つ年上である。
川井綾乃
月村がツアーガイドを務める歴史ツアーを企画し、添乗員として同行する旅行会社の美人社員。元アイドル。